# Liste des gouvernements de la république du Sénégal
 (mai 2023).
Si vous disposez d'ouvrages ou d'articles de référence ou si vous connaissez des sites web de qualité traitant du thème abordé ici, merci de compléter l'article en donnant les références utiles à sa vérifiabilité et en les liant à la section « Notes et références ».
Cet article dresse une liste des gouvernements de la république du Sénégal depuis son indépendance en 1960. Au XXe siècle, le pays en a connu dix-neuf sous la présidence de Léopold Sédar Senghor (1960-1980) et sensiblement moins sous celle d'Abdou Diouf (1981-2000). Au XXIe siècle, sept gouvernements ont dirigé le pays durant la présidence d'Abdoulaye Wade (2000-2012), et encore davantage sous celle de Macky Sall.

## Liste des gouvernements
| N° | Gouvernement | Début - Fin (durée)                                             | Premier ministre        | Premier ministre        | Parti politique | Parti politique | Législature   | Président de la République |
| -- | ------------ | --------------------------------------------------------------- | ----------------------- | ----------------------- | --------------- | --------------- | ------------- | -------------------------- |
| 1  | Dia I        | 17 septembre 1960 - 13 mai 1961 (7 mois et 26 jours)            | Mamadou Dia             | Mamadou Dia             |                 | UPS             | Ier           | Léopold Sédar Senghor      |
| 2  | Dia II       | 13 mai 1961 - 19 décembre 1962 (1 an, 7 mois et 6 jours)        | Mamadou Dia             | Mamadou Dia             |                 | UPS             | Ier           | Léopold Sédar Senghor      |
| 3  | Senghor I    | 19 décembre 1962 - 9 décembre 1963 (11 mois et 20 jours)        | fonction abolie         | fonction abolie         |                 | UPS             | Ier           | Léopold Sédar Senghor      |
| 4  | Senghor II   | 9 décembre 1963 - février 1964 1 mois et 30 jours)              | fonction abolie         | fonction abolie         | IIe             | UPS             |               | Léopold Sédar Senghor      |
| 5  | Senghor III  | février 1964 - avril 1965 (1 an et 2 mois)                      | fonction abolie         | fonction abolie         | IIe             | UPS             |               | Léopold Sédar Senghor      |
| 6  | Senghor IV   | avril 1965 - 15 juin 1966 (1 an et 2 mois)                      | fonction abolie         | fonction abolie         | IIe             | UPS             |               | Léopold Sédar Senghor      |
| 7  | Senghor V    | 15 juin 1966 - 9 mars 1968 (1 an, 8 mois et 23 jours)           | fonction abolie         | fonction abolie         | IIe             | UPS             |               | Léopold Sédar Senghor      |
| 8  | Senghor VI   | 9 mars 1968 - 6 juin 1968 (2 mois et 28 jours)                  | fonction abolie         | fonction abolie         | IIIe            | UPS             |               | Léopold Sédar Senghor      |
| 9  | Senghor VII  | 6 juin 1968 - 28 février 1970 (1 an, 8 mois et 22 jours)        | fonction abolie         | fonction abolie         | IIIe            | UPS             |               | Léopold Sédar Senghor      |
| 10 | Diouf I      | 28 février 1970 - 14 décembre 1970 (9 mois et 16 jours)         | Abdou Diouf             | Abdou Diouf             | IIIe            | UPS             |               | Léopold Sédar Senghor      |
| 11 | Diouf II     | 14 décembre 1970 - 10 avril 1971 (3 mois et 27 jours)           | Abdou Diouf             | Abdou Diouf             | IIIe            | UPS             |               | Léopold Sédar Senghor      |
| 12 | Diouf III    | 10 avril 1971 - 8 juin 1972 (5 mois et 29 jours)                | Abdou Diouf             | Abdou Diouf             | IIIe            | UPS             |               | Léopold Sédar Senghor      |
| 13 | Diouf IV     | 8 juin 1972 - 5 avril 1973 (9 mois et 28 jours)                 | Abdou Diouf             | Abdou Diouf             | IIIe            | UPS             |               | Léopold Sédar Senghor      |
| 14 | Diouf V      | 5 avril 1973 - 16 février 1974 (10 mois et 11 jours)            | Abdou Diouf             | Abdou Diouf             | IVe             | UPS             |               | Léopold Sédar Senghor      |
| 15 | Diouf VI     | 16 février 1974 - 21 novembre 1975 (1 an, 9 mois et 5 jours)    | Abdou Diouf             | Abdou Diouf             | IVe             | UPS             |               | Léopold Sédar Senghor      |
| 16 | Diouf VII    | 21 novembre 1975 - 17 mars 1978 (2 ans, 3 mois et 24 jours)     | Abdou Diouf             | Abdou Diouf             | IVe             |                 | PS            | Léopold Sédar Senghor      |
| 17 | Diouf VIII   | 17 mars 1978 - 19 septembre 1978 (6 mois et 4 jours)            | Abdou Diouf             | Abdou Diouf             | Ve              |                 | PS            | Léopold Sédar Senghor      |
| 18 | Diouf IX     | 19 septembre 1978 - 5 janvier 1981 (2 ans, 3 mois et 17 jours)  | Abdou Diouf             | Abdou Diouf             | Ve              |                 | PS            | Léopold Sédar Senghor      |
| 19 | Diouf X      | 19 septembre 1978 - 5 janvier 1981 (2 ans, 3 mois et 17 jours)  | Abdou Diouf             | Abdou Diouf             | Ve              |                 | PS            | Léopold Sédar Senghor      |
| 20 | Thiam I      | 5 janvier 1981 - 3 avril 1983 (2 ans, 2 mois et 29 jours)       | Habib Thiam             | Habib Thiam             | Ve              | Abdou Diouf     | PS            |                            |
| 21 | Niasse I     | 3 avril 1983 - 29 avril 1983 (26 jours)                         | Moustapha Niasse        | Moustapha Niasse        | VIe             | Abdou Diouf     | PS            |                            |
| 22 | Diouf XI     | 29 avril 1983 - 2 juin 1993 (10 ans, 1 mois et 4 jours)         | Fonction abolie         | Fonction abolie         | VIe puis VIIe   | Abdou Diouf     | PS            |                            |
| 23 | Thiam II     | 2 juin 1993 - 15 mars 1995 (1 an, 9 mois et 13 jours)           | Habib Thiam             | Habib Thiam             | VIIIe           | Abdou Diouf     | PS            |                            |
| 24 | Thiam III    | 15 mars 1995 - 3 juillet 1998 (3 ans, 3 mois et 18 jours)       | Habib Thiam             | Habib Thiam             | VIIIe           | Abdou Diouf     | PS            |                            |
| 25 | Loum         | 3 juillet 1998 - 5 avril 2000 (1 an, 9 mois et 2 jours)         | Mamadou Lamine Loum     | Mamadou Lamine Loum     | IXe             | Abdou Diouf     | PS            |                            |
| 26 | Niasse II    | 5 avril 2000 - 4 mars 2001 (10 mois et 27 jours)                | Moustapha Niasse        | Moustapha Niasse        | IXe             |                 | PDS           | Abdoulaye Wade             |
| 27 | Boye         | 4 mars 2001 - 4 novembre 2002 (1 an et 8 mois)                  | Mame Madior Boye        | Mame Madior Boye        | Xe              |                 | PDS           | Abdoulaye Wade             |
| 28 | Seck I       | 4 novembre 2002 - 22 août 2003 (9 mois et 18 jours)             | Idrissa Seck            | Idrissa Seck            | Xe              |                 | PDS           | Abdoulaye Wade             |
| 30 | Seck II      | 22 août 2003 - 21 avril 2004 (7 mois et 30 jours)               | Idrissa Seck            | Idrissa Seck            | Xe              |                 | PDS           | Abdoulaye Wade             |
| 31 | Sall I       | 21 avril 2004 - 23 novembre 2006 (2 ans, 7 mois et 2 jours)     | Macky Sall              | Macky Sall              | Xe              |                 | PDS           | Abdoulaye Wade             |
| 32 | Sall I       | 23 novembre 2006 - 19 juin 2007 (6 mois et 27 jours)            | Macky Sall              | Macky Sall              | Xe              |                 | PDS           | Abdoulaye Wade             |
| 33 | Soumaré      | 19 juin 2007 - 1er mai 2009 (1 an, 10 mois et 12 jours)         | Cheikh Hadjibou Soumaré | Cheikh Hadjibou Soumaré | XIe             |                 | PDS           | Abdoulaye Wade             |
| 34 | Ndiaye       | 1er mai 2009 - 5 avril 2012 (2 ans, 11 mois et 4 jours)         | Souleymane Ndéné Ndiaye | Souleymane Ndéné Ndiaye | XIe             |                 | PDS           | Abdoulaye Wade             |
| 35 | Mbaye        | 5 avril 2012 - 2 septembre 2013 (1 an, 4 mois et 28 jours)      | Abdoul Mbaye            | Abdoul Mbaye            |                 | APR             | XIIe          | Macky Sall                 |
| 36 | Touré        | 2 septembre 2012 - 6 juillet 2014 (1 an, 10 mois et 4 jours)    | Aminata Touré           | Aminata Touré           |                 | APR             | XIIe          | Macky Sall                 |
| 37 | Dionne I     | 6 juillet 2014 - 7 septembre 2017 (3 ans, 2 mois et 1 jour)     | Mahammed Dionne         | Mahammed Dionne         |                 | APR             | XIIe          | Macky Sall                 |
| 38 | Dionne II    | 7 septembre 2017 - 5 avril 2019 (1 an, 6 mois et 29 jours)      | Mahammed Dionne         | Mahammed Dionne         | XIIIe           | APR             |               | Macky Sall                 |
| 39 | Dionne III   | 5 avril 2019 - 14 mai 2019 (1 mois et 9 jours)                  | Mahammed Dionne         | Mahammed Dionne         | XIIIe           | APR             |               | Macky Sall                 |
| 40 | Sall III     | 14 mai 2019 - 28 octobre 2020 (1 an, 5 mois et 14 jours)        | Fonction abolie         | Fonction abolie         | XIIIe           | APR             |               | Macky Sall                 |
| 41 | Sall IV      | 28 octobre 2020 - 17 septembre 2022 (1 an, 10 mois et 20 jours) | Fonction abolie         | Fonction abolie         | XIIIe           | APR             |               | Macky Sall                 |
| 42 | Ba I         | 17 septembre 2022 - 11 octobre 2023 (1 an et 24 jours)          | Amadou Ba               | Amadou Ba               | XIVe            | APR             |               | Macky Sall                 |
| 43 | Ba II        | 11 octobre 2023 - 6 mars 2024 (4 mois et 24 jours)              | Amadou Ba               | Amadou Ba               | XIVe            | APR             |               | Macky Sall                 |
| 44 | Kaba         | 6 mars 2024 - 5 avril 2024 (30 jours)                           | Sidiki Kaba             | Sidiki Kaba             | XIVe            | APR             |               | Macky Sall                 |
| 45 | Sonko        | 5 avril 2024 - en fonction (11 mois et 3 jours)                 | Ousmane Sonko           | Ousmane Sonko           |                 | PASTEF          | XIVe puis XVe | Bassirou Diomaye Faye      |

## Sources
- Gouvernements du Sénégal de 1957 à 2007 (Site Équité et égalité de genre au Sénégal, laboratoire Genre, université Cheikh-Anta-Diop, Dakar)